# Bathyvermilia langerhansi
Bathyvermilia langerhansi är en ringmaskart som först beskrevs av Fauvel 1909.  Bathyvermilia langerhansi ingår i släktet Bathyvermilia och familjen Serpulidae. Inga underarter finns listade i Catalogue of Life.